# Johan Auwerx
 (mars 2024).
Johan Auwerx (né en 1958 à Diepenbeek, en Belgique) est un physiologiste et biologiste moléculaire belge.
Il est professeur à l'École polytechnique fédérale de Lausanne (EPFL).

## Biographie
Johan Auwerx a étudié la médecine à l'université catholique de Louvain et y a obtenu son doctorat en 1982. Il a ensuite été chercheur post-doctorant à l'université de Washington à Seattle, avant d'être nommé professeur à l'université Louis-Pasteur de Strasbourg, puis à l'École polytechnique fédérale de Lausanne à Lausanne en 2008. Il y dirige le Laboratoire de physiologie intégrative des systèmes (LISP) et est titulaire de la chaire Nestlé sur le métabolisme énergétique.
Le laboratoire de Johan Auwerx étudie la façon dont le régime alimentaire, l'activité physique et les hormones régulent le métabolisme en altérant l'expression génétique par l'intermédiaire de certains facteurs de transcriptions et de co-facteurs associés.

## Distinctions
En 2003, Johan Auwerx est élu membre de l'Organisation européenne de biologie moléculaire (EMBO). En 2016, Johan Auwerx reçoit le prix Marcel-Benoist pour ses travaux sur les mitochondries et leur rôle dans le métabolisme. Le prix récompense ses découvertes sur l'effet de certains nutriments sur les cellules du corps, par exemple dans l'initiation de la dégradation des cellules graisseuses et dans la prévention de maladies métaboliques. Plusieurs autres prix viennent récompenser ses recherches, dont le prix Danone International de la Nutrition (2008), le prix Oskar-Minkowski (1998) et la médaille d'or Morgagni,,. Il est membre du comité éditorial de plusieurs revues scientifiques de premier plan, telles que Science, Cell Metabolism, The EMBO Journal et The Journal of Cell Biology,,,. En 2020, ses publications ont été citées plus de 100 000 fois et son indice h s'élève à 166, ce qui lui vaut de figurer parmi les chercheurs les plus cités de l'Institute for Scientific Information,.
Il a été fait docteur honoris causa de l'université Blaise-Pascal (Clermont-Ferrand II) en 2013.